# Chrysocharis miranda
Chrysocharis miranda är en stekelart som beskrevs av Graham 1983. Chrysocharis miranda ingår i släktet Chrysocharis och familjen finglanssteklar.
Artens utbredningsområde är Madeira. Inga underarter finns listade i Catalogue of Life.